# Tektit

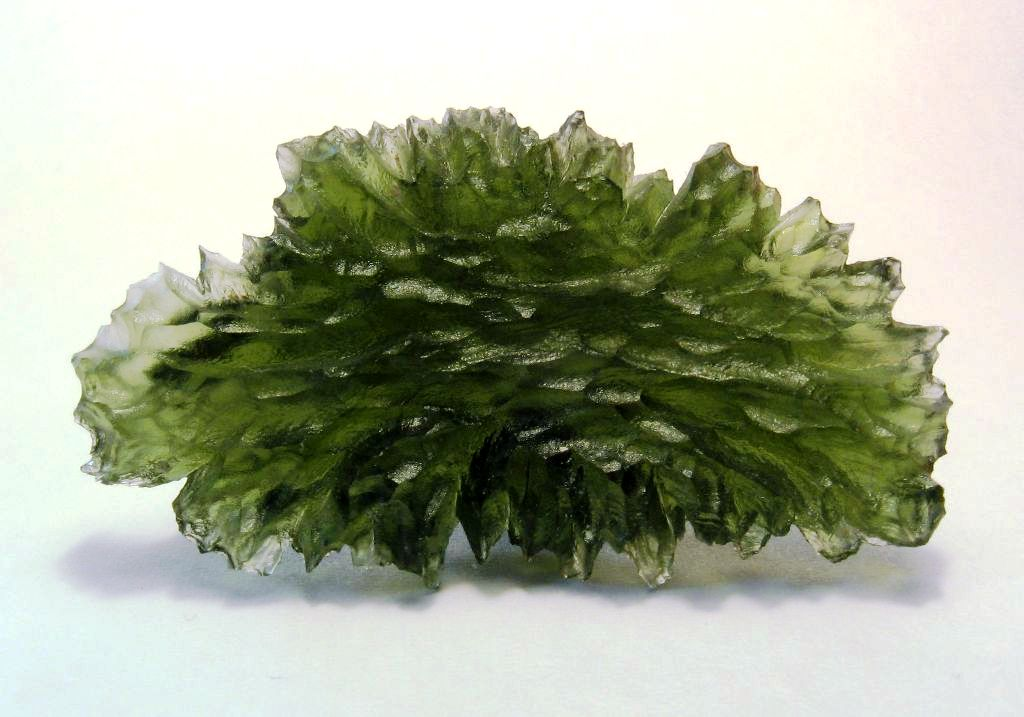
Vltavín

Tektit je hornina, která vzniká dopadem mimozemského tělesa (meteorit) na zemský povrch. Při dopadu se během krátké doby uvolňuje obrovské množství energie, která se přeměňuje na teplo. Následkem toho dochází k metamorfním pochodům, během kterých se původní horniny přeměňují na horninu novou – tektit. Tektit má převážně sklovitou strukturu a lze ho přirovnat k přírodnímu sklu, respektive obsidiánu.
Pojem tektit pochází z řeckého slova „tektós“ neboli tavený a byl poprvé použit rakouským geologem Francem Eduardem Suessem v roce 1890.
Tektity se vyskytují především na lokalitách v jižních Čechách a na západní Moravě, v Austrálii, v jihovýchodní Asii, na Pobřeží slonoviny a v Severní Americe (přesněji ve státech Texas a Georgie).

## Tektity podle místa objevení
Tektity se nazývají podle místa objevení, lze se tedy setkat s následujícími druhy tektitů.
Evropské vltavíny:
- vltavín (moldavit) - Česko, Rakousko (kráter Ries u Stuttgartu v Bavorsku)
- kärnäit - FInsko (kráter Lappajärvi)

Africké tektity:
- libyjské sklo - Libie, Egypt
- ivorit - Pobřeží slonoviny

Australsko-asijské tektity:
- australit - Austrálie
- indočínit - Čína, Indie
- malajsianit - Malajsie
- anda vltavín - Filipíny
- filipínit - Filipíny
- javanit - Jáva
- billitonit - ostrov Billiton
- thait - Thajsko
- irgizit (žamanšinit) - Kazachstán
- urengoit - západní Sibiř
- tagamit - (kráter Popigai na Sibiři v Rusku)

Severoamerické tektity:
- bediasit - USA (Texas)
- georgianit - USA (Georgia)

## Galerie

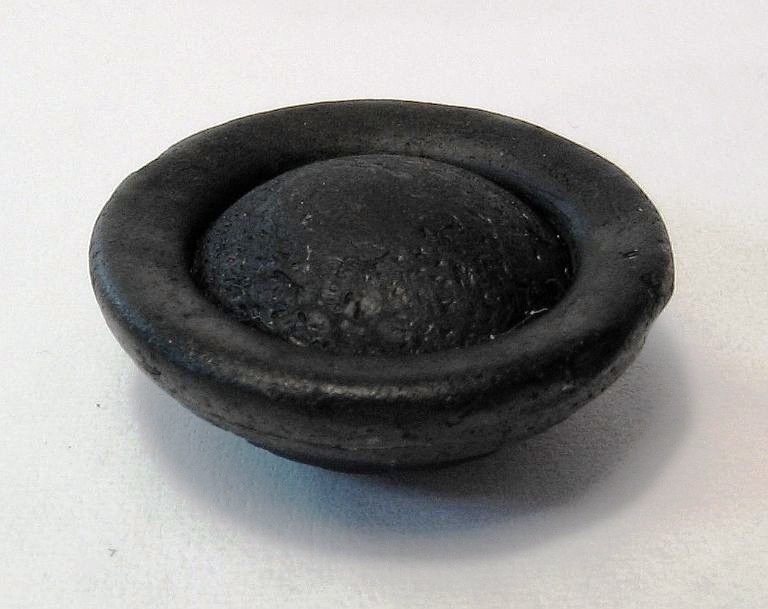
Australit
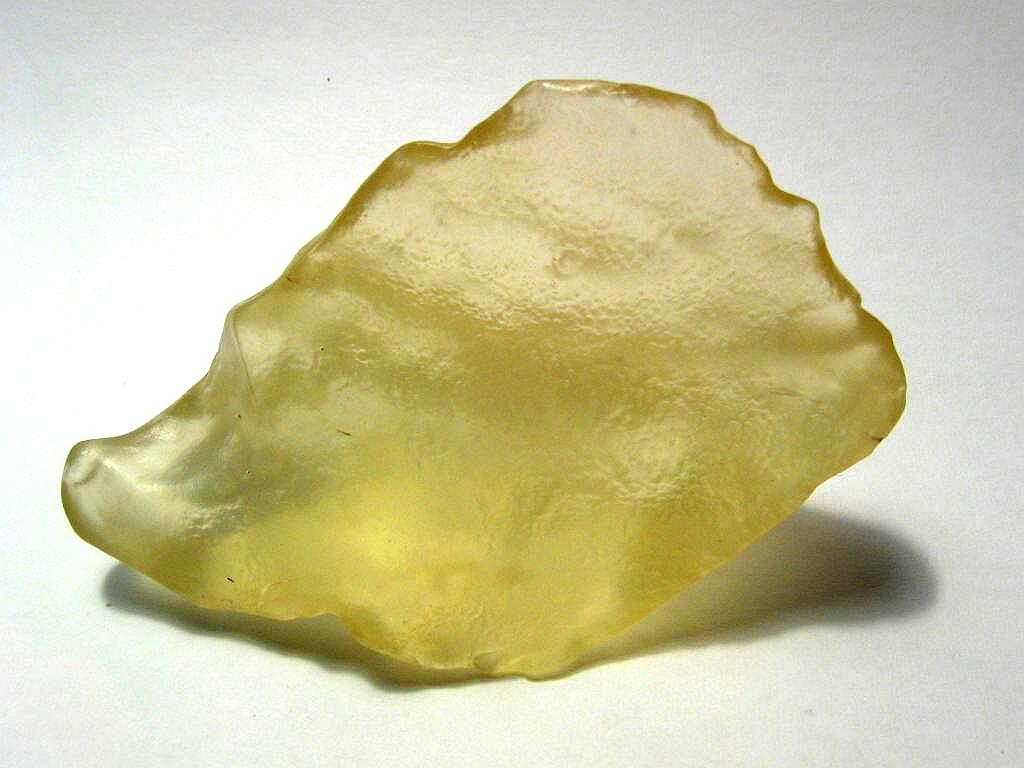
Libyjské sklo
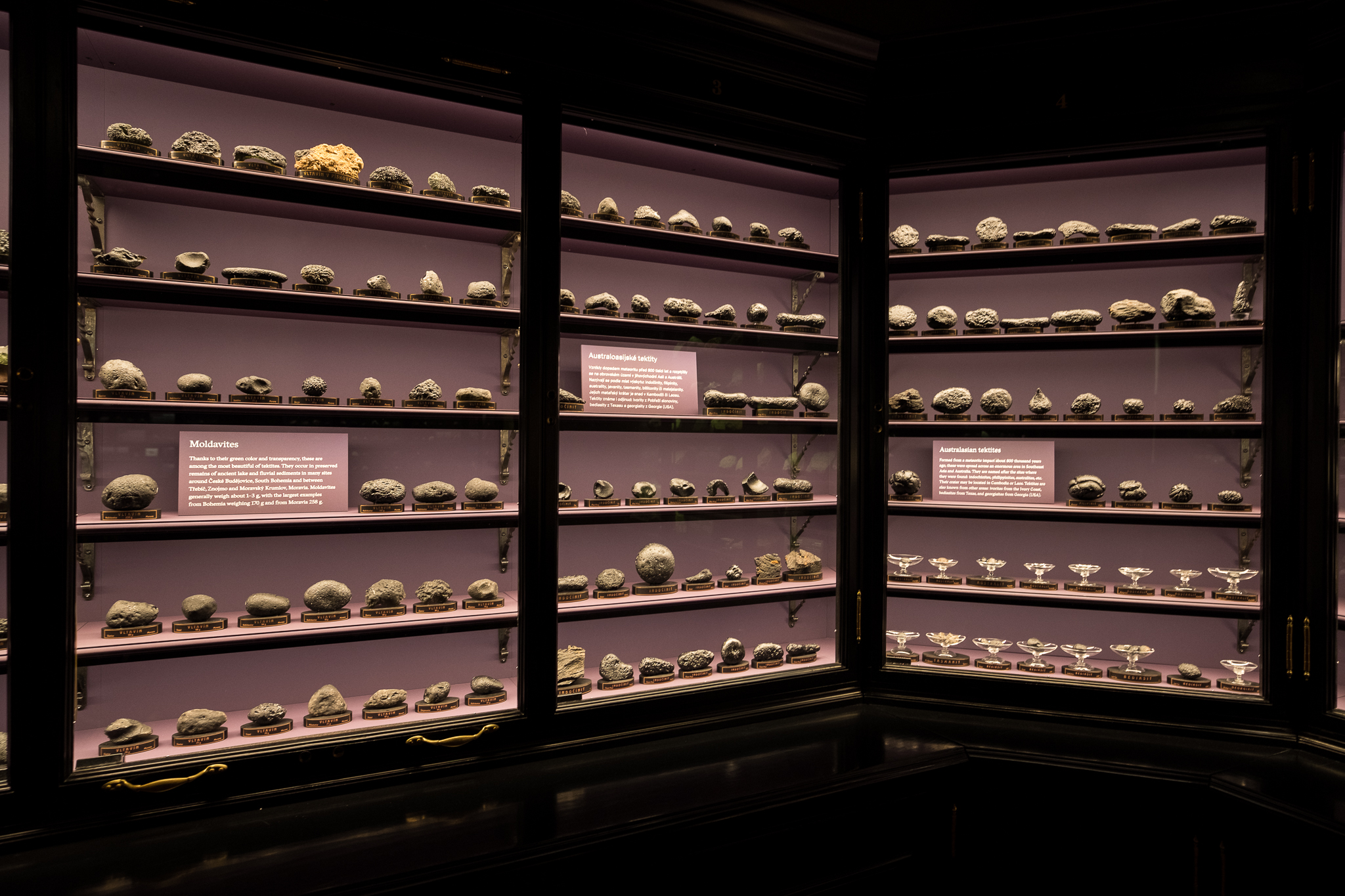
Expozice tektitů v Sále meteoritů v Národním muzeu v Praze